# Elvira Bader

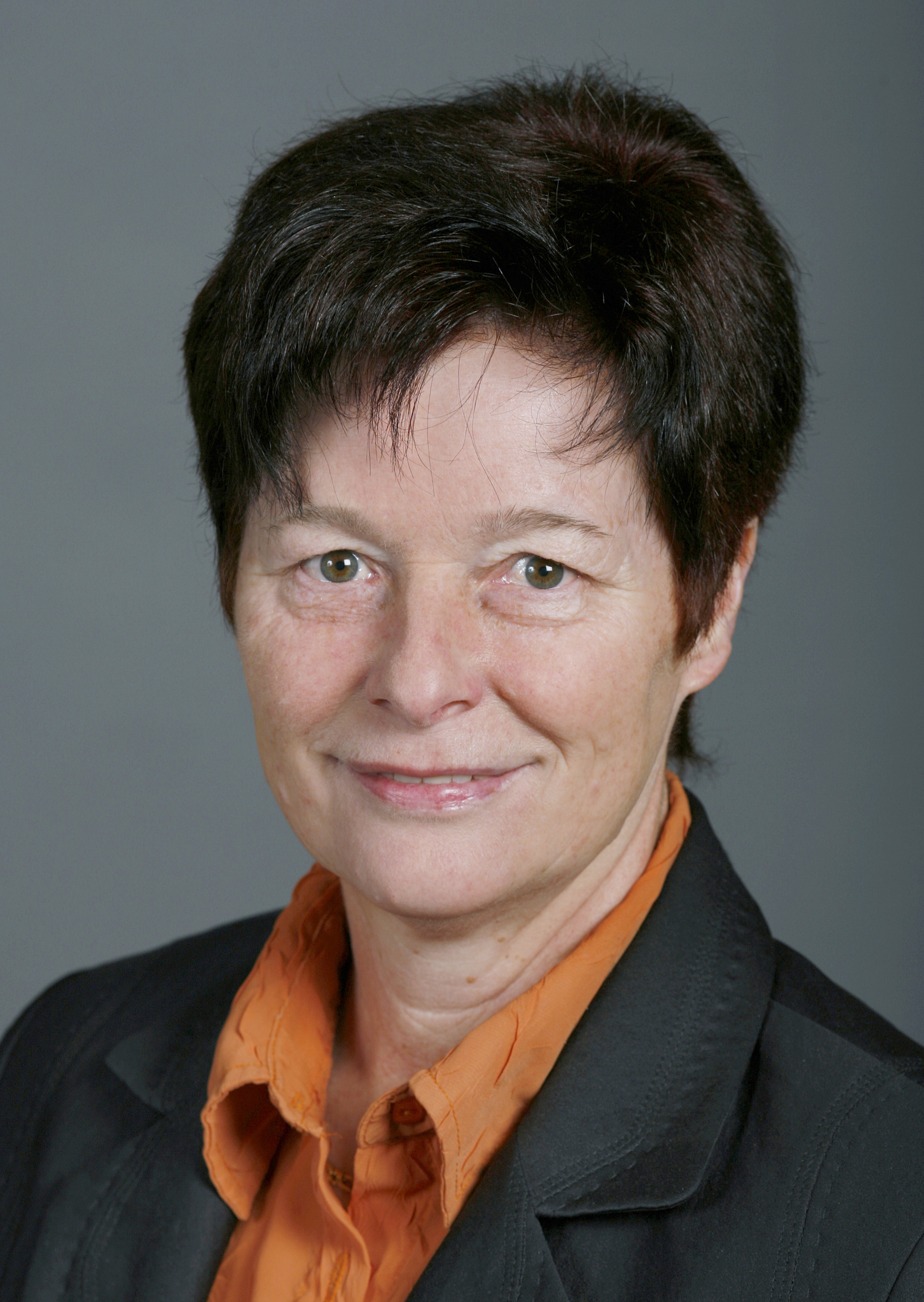
Elvira Bader

Elvira Bader (* 4. März 1955 in Mümliswil) ist eine Schweizer Politikerin (CVP).

## Leben
Bader ist ausgebildete Primarlehrerin, hauptberuflich ist sie aber als Landwirtin tätig. Von 1997 bis 1999 war Bader Kantonsrätin von Solothurn. Am 24. Oktober 1999 wurde sie in den Nationalrat gewählt. 2003 und 2007 wurde sie wiedergewählt, 2011 verzichtete sie auf eine erneute Kandidatur.
Schwerpunkte ihrer politischen Arbeit waren Wirtschafts- und Steuerfragen sowie die Energiepolitik. Bis 2012 war Bader Vorstandsmitglied des Nuklearforums Schweiz.
Elvira Bader ist verheiratet und hat sechs Kinder.